# Inessa Kowalewska
Inessa Aleksiejewna Kowalewska (ros. Инесса Алексеевна Ковалевская, ur. 1 marca 1933) – radziecka reżyserka filmów animowanych, scenarzystka oraz animatorka. Zasłużony Działacz Sztuk Federacji Rosyjskiej (2002).
Jako reżyser opracowała nowy motyw: filmowej adaptacji pieśni ludowych i arcydzieł światowej muzyki klasycznej (m.in. Obrazki z wystawy (1984) do muzyki Modesta Musorgskiego).

## Wybrana filmografia
- 1969: Czterej muzykanci z Bremy
- 1971: Pieśni lat pożogi
- 1973: Bajka o popie i parobku jego Bałdzie
- 1983: Gil
- 1984: Obrazki z wystawy